# Branchipolynoinae
Los branquipolinoineos (Branchipolynoinae) son una de las subfamilias de anélidos poliquetos perteneciente a la familia Polynoidae. Comprende un solo género Branchipolynoe Pettibone, 1976  que tiene las siguientes especies:

## Especies
- Branchipolynoe pettiboneae Miura & Hashimoto, 1991
- Branchipolynoe seepensis Pettibone, 1986
- Branchipolynoe symmytilida Pettibone, 1984